# Tour of Britain 2010

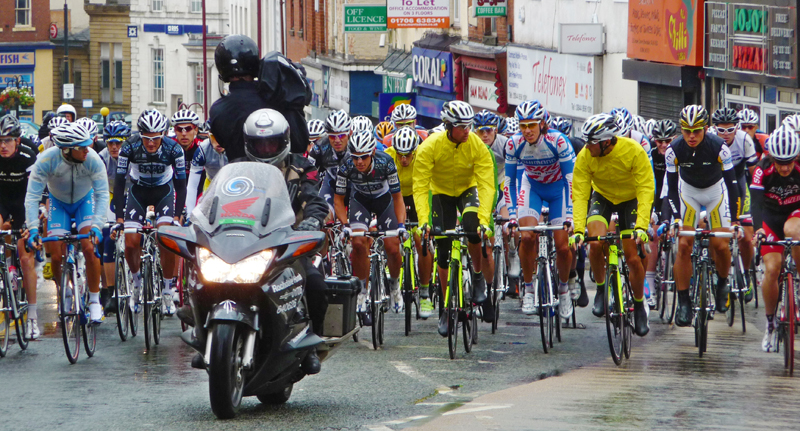
Prima tappa del Tour of Britain 2010

Il Tour of Britain 2010, settima edizione della corsa, si svolse dall'11 al 18 settembre 2010 su un percorso di 1232 km ripartiti in 8 tappe, con partenza da Rochdale e arrivo a Londra. Fu vinto dallo svizzero Michael Albasini della Team HTC-Columbia davanti allo sloveno Borut Božič e al neozelandese Gregory Henderson.

## Tappe
| Tappa  | Data         | Percorso                        | km    | Vincitore di tappa | Leader cl. generale |
| ------ | ------------ | ------------------------------- | ----- | ------------------ | ------------------- |
| 1ª     | 11 settembre | Rochdale > Blackpool            | 132,6 | André Greipel      | André Greipel       |
| 2ª     | 12 settembre | Stoke-on-Trent > Stoke-on-Trent | 160,5 | Gregory Henderson  | Gregory Henderson   |
| 3ª     | 13 settembre | Newtown > Swansea               | 149,7 | Michael Albasini   | Michael Albasini    |
| 4ª     | 14 settembre | Minehead > Teignmouth           | 171,3 | Wout Poels         | Michael Albasini    |
| 5ª     | 15 settembre | Tavistock > Glastonbury         | 176   | Marco Frapporti    | Michael Albasini    |
| 6ª     | 16 settembre | King's Lynn > Great Yarmouth    | 190   | André Greipel      | Michael Albasini    |
| 7ª     | 17 settembre | Bury St. Edmunds > Colchester   | 152,3 | Borut Božič        | Michael Albasini    |
| 8ª     | 18 settembre | Londra > Londra                 | 100   | André Greipel      | Michael Albasini    |
| Totale | Totale       | Totale                          | 1232  |                    |                     |

## Dettagli delle tappe

### 1ª tappa
- 11 settembre: Rochdale > Blackpool – 132,6 km

| Pos. | Corridore         | Squadra      | Tempo    |
| ---- | ----------------- | ------------ | -------- |
| 1    | André Greipel     | HTC-Columbia | 3h16'48" |
| 2    | Manuel Belletti   | Colnago      | s.t.     |
| 3    | Gregory Henderson | Sky          | s.t.     |

| Pos. | Corridore         | Squadra      | Tempo    |
| ---- | ----------------- | ------------ | -------- |
| 1    | André Greipel     | HTC-Columbia | 3h16'36" |
| 2    | Manuel Belletti   | Colnago      | a 6"     |
| 3    | Gregory Henderson | Sky          | a 8"     |

### 2ª tappa
- 12 settembre: Stoke-on-Trent > Stoke-on-Trent – 160,5 km

| Pos. | Corridore         | Squadra      | Tempo    |
| ---- | ----------------- | ------------ | -------- |
| 1    | Gregory Henderson | Sky          | 3h59'52" |
| 2    | Michael Albasini  | HTC-Columbia | s.t.     |
| 3    | Heinrich Haussler | Cervélo      | s.t.     |

| Pos. | Corridore         | Squadra      | Tempo    |
| ---- | ----------------- | ------------ | -------- |
| 1    | Gregory Henderson | Sky          | 7h16'23" |
| 2    | Michael Albasini  | HTC-Columbia | a 14"    |
| 3    | Heinrich Haussler | Cervélo      | s.t.     |

### 3ª tappa
- 13 settembre: Newtown > Swansea – 149,7 km

| Pos. | Corridore        | Squadra      | Tempo    |
| ---- | ---------------- | ------------ | -------- |
| 1    | Michael Albasini | HTC-Columbia | 3h40'37" |
| 2    | Ian Bibby        | Motorpoint   | a 8"     |
| 3    | Stijn Neirynck   | Vlaanderen   | s.t.     |

| Pos. | Corridore         | Squadra      | Tempo     |
| ---- | ----------------- | ------------ | --------- |
| 1    | Michael Albasini  | HTC-Columbia | 10h57'01" |
| 2    | Gregory Henderson | Sky          | a 1'26"   |
| 3    | Richie Porte      | Saxo Bank    | a 1'28"   |

### 4ª tappa
- 14 settembre: Minehead > Teignmouth – 171,3 km

| Pos. | Corridore    | Squadra      | Tempo    |
| ---- | ------------ | ------------ | -------- |
| 1    | Wout Poels   | Vacansoleil  | 4h30'35" |
| 2    | Borut Božič  | Vacansoleil  | a 5"     |
| 3    | Koen de Kort | Skil-Shimano | s.t.     |

| Pos. | Corridore        | Squadra      | Tempo     |
| ---- | ---------------- | ------------ | --------- |
| 1    | Michael Albasini | HTC-Columbia | 15h27'41" |
| 2    | Richie Porte     | Saxo Bank    | a 1'28"   |
| 3    | Borut Božič      | Vacansoleil  | a 1'32"   |

### 5ª tappa
- 15 settembre: Tavistock > Glastonbury – 176 km

| Pos. | Corridore             | Squadra   | Tempo    |
| ---- | --------------------- | --------- | -------- |
| 1    | Marco Frapporti       | Colnago   | 4h16'10" |
| 2    | Bradley Wiggins       | Sky       | a 13"    |
| 3    | Lucas Sebastian Haedo | Saxo Bank | a 32"    |

| Pos. | Corridore        | Squadra      | Tempo     |
| ---- | ---------------- | ------------ | --------- |
| 1    | Michael Albasini | HTC-Columbia | 19h53'09" |
| 2    | Richie Porte     | Saxo Bank    | a 1'28"   |
| 3    | Borut Božič      | Vacansoleil  | a 1'32"   |

### 6ª tappa
- 16 settembre: King's Lynn > Great Yarmouth – 190 km

| Pos. | Corridore             | Squadra      | Tempo    |
| ---- | --------------------- | ------------ | -------- |
| 1    | André Greipel         | HTC-Columbia | 4h09'05" |
| 2    | Borut Božič           | Vacansoleil  | s.t.     |
| 3    | Lucas Sebastian Haedo | Saxo Bank    | s.t.     |

| Pos. | Corridore        | Squadra      | Tempo     |
| ---- | ---------------- | ------------ | --------- |
| 1    | Michael Albasini | HTC-Columbia | 24h02'14" |
| 2    | Borut Božič      | Vacansoleil  | a 1'26"   |
| 3    | Richie Porte     | Saxo Bank    | a 1'27"   |

### 7ª tappa
- 17 settembre: Bury St. Edmunds > Colchester – 152,3 km

| Pos. | Corridore         | Squadra     | Tempo    |
| ---- | ----------------- | ----------- | -------- |
| 1    | Borut Božič       | Vacansoleil | 3h24'15" |
| 2    | Gregory Henderson | Sky         | s.t.     |
| 3    | Richie Porte      | Saxo Bank   | a 3"     |

| Pos. | Corridore        | Squadra      | Tempo     |
| ---- | ---------------- | ------------ | --------- |
| 1    | Michael Albasini | HTC-Columbia | 27h26'40" |
| 2    | Borut Božič      | Vacansoleil  | a 1'05"   |
| 3    | Richie Porte     | Saxo Bank    | a 1'14"   |

### 8ª tappa
- 18 settembre: Londra > Londra – 100 km

| Pos. | Corridore             | Squadra      | Tempo    |
| ---- | --------------------- | ------------ | -------- |
| 1    | André Greipel         | HTC-Columbia | 1h57'07" |
| 2    | Lucas Sebastian Haedo | Saxo Bank    | s.t.     |
| 3    | Roger Hammond         | Cervélo      | s.t.     |

| Pos. | Corridore         | Squadra      | Tempo     |
| ---- | ----------------- | ------------ | --------- |
| 1    | Michael Albasini  | HTC-Columbia | 29h23'47" |
| 2    | Borut Božič       | Vacansoleil  | a 1'05"   |
| 3    | Gregory Henderson | Sky          | a 1'10"   |

## Classifiche finali

### Classifica generale
| Pos. | Corridore         | Squadra                       | Tempo     |
| ---- | ----------------- | ----------------------------- | --------- |
| 1    | Michael Albasini  | Team HTC-Columbia             | 29h23'47" |
| 2    | Borut Božič       | Vacansoleil Pro Cycling Team  | a 1'05"   |
| 3    | Gregory Henderson | Sky Professional Cycling Team | a 1'10"   |
| 4    | Richie Porte      | Team Saxo Bank                | a 1'13"   |
| 5    | Johnny Hoogerland | Vacansoleil Pro Cycling Team  | a 1'32"   |
| 6    | Patrik Sinkewitz  | ISD-Neri                      | a 2'12"   |
| 7    | Christian Meier   | Garmin-Transitions            | a 2'30"   |
| 8    | Robert Partridge  | Endura Racing                 | a 2'32"   |
| 9    | Koen de Kort      | Skil-Shimano                  | a 2'35"   |
| 10   | Marco Frapporti   | Colnago-CSF Inox              | a 3'31"   |